# Isabel de la Cruz
Isabel de la Cruz fue una religiosa franciscana y una beata natural de Guadalajara fundadora del movimiento o secta mística del alumbradismo.

## Biografía
Nacida en Guadalajara de ascendencia judía conversa y de profesión costurera, ya de niña había tenido algunas experiencias místicas. En 1519 fue denunciada ante la Inquisición por herejía por parte de su antigua pupila María Núñez aunque los inquisidores no llegaron a tomar medidas al respecto en ese momento. Su movimiento iluminista o de los dexados llegó a adquirir fuerza en Castilla la Nueva hasta que en 1524 comenzó un nuevo proceso inquisitorial, del cual Isabel resultó condenada en 1529 a prisión perpetua tras el auto de fe. Influyó a Ruiz de Alcaraz, que se encontraba entre sus discípulos, y a la también beata María de Cazalla.